# Wielowymiarowy rozkład normalny

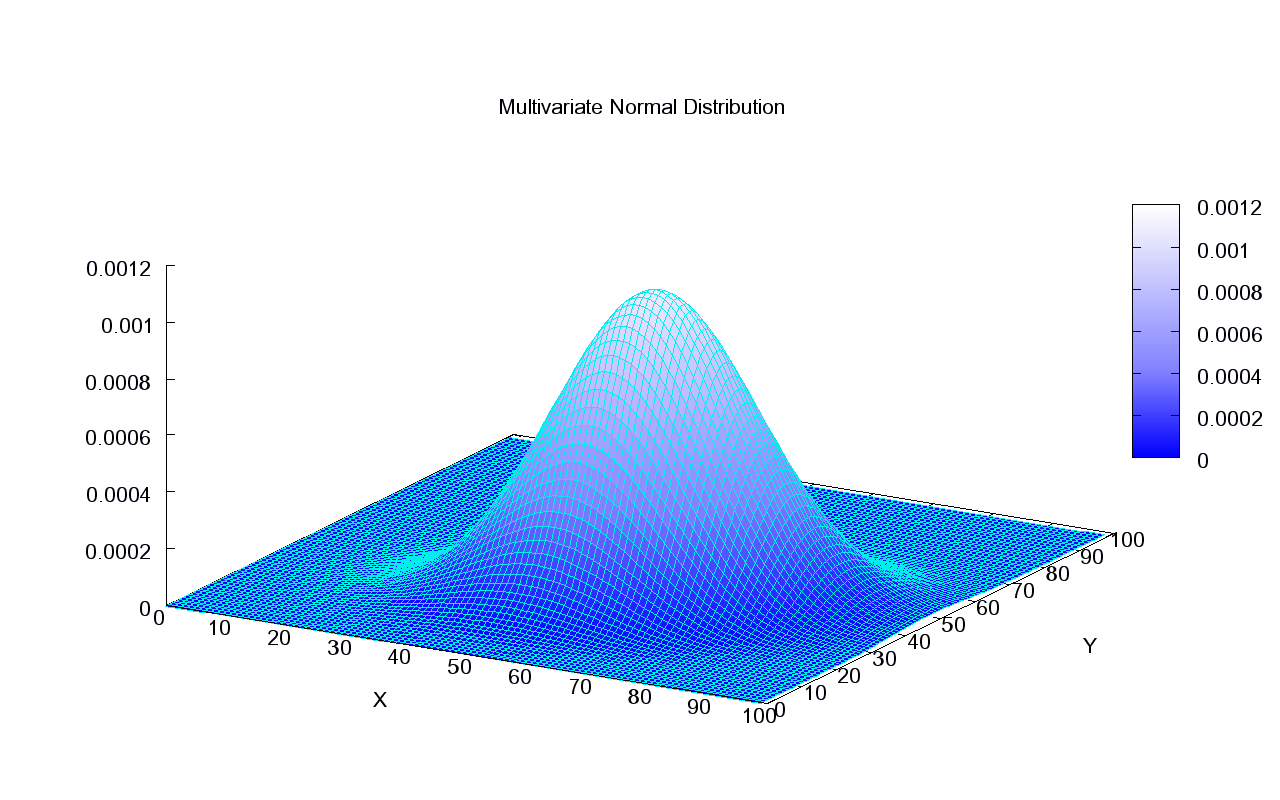
Funkcja gęstości dwuwymiarowego rozkładu normalnego

Wielowymiarowy rozkład normalny – rozkład wielowymiarowej zmiennej losowej, będący uogólnieniem rozkładu normalnego na n wymiarów.

## Definicja
n-wymiarowa zmienna losowa {\displaystyle X=[x_{1},\dots ,x_{n}]^{T}} podlega n-wymiarowemu rozkładowi normalnemu jeśli dowolna kombinacja liniowa {\displaystyle Y=a_{1}x_{1}+\ldots +a_{n}x_{n}} jej składowych ma rozkład normalny.
Funkcja gęstości n-wymiarowego rozkładu normalnego wektora losowego {\displaystyle X} o wektorze wartości oczekiwanych {\displaystyle {\boldsymbol {\mu }}=[\mu _{1},\dots ,\mu _{n}]^{T}} i macierzy kowariancji {\displaystyle \Sigma } dana jest wzorem:
{\displaystyle f_{{\boldsymbol {\mu }},\Sigma }(X)={\frac {1}{(2\pi )^{n/2}\left|\Sigma \right|^{1/2}}}\exp \left(-{\frac {1}{2}}(X-{\boldsymbol {\mu }})^{T}\Sigma ^{-1}(X-{\boldsymbol {\mu }})\right).}
Oznacza się to w skrócie zapisem
{\displaystyle X\sim N({\boldsymbol {\mu }},\Sigma ).}

## Niezależność zmiennych
Dla wielowymiarowego rozkładu normalnego jeśli składowe wektora losowego {\displaystyle X} o wielowymiarowym rozkładzie normalnym są niezależne to są nieskorelowane i odwrotnie, jeśli są nieskorelowane to są niezależne. Wówczas funkcja gęstości wektora losowego {\displaystyle X} jest iloczynem funkcji gęstości każdej ze zmiennych:
{\displaystyle f_{{\boldsymbol {\mu }},\Sigma }(X)=\prod _{i=1}^{n}f_{\mu _{i},\sigma _{i}}(x_{i}).}
Zmienne losowe (nawet nieskorelowane) o rozkładzie normalnym nie muszą razem tworzyć wektora o wielowymiarowym rozkładzie normalnym. Wówczas powyższa zależność nie musi być prawdziwa.
Na przykład niech {\displaystyle x\sim N(0,1),} niech {\displaystyle w} będzie zmienną losową przyjmującą wartości 1 i –1 z równym prawdopodobieństwem 0,5, niezależną od {\displaystyle x,} oraz niech {\displaystyle y=wx.} Wówczas {\displaystyle x} i {\displaystyle y} są nieskorelowane, normalne, ale są zależne. Nie tworzą one jednak wielowymiarowego rozkładu normalnego. Cała masa prawdopodobieństwa ich wspólnego rozkładu znajduje się na prostych {\displaystyle y=x,} {\displaystyle y=-x,} podczas gdy nośnikiem wielowymiarowego rozkładu normalnego jest cała płaszczyzna {\displaystyle \mathbb {R} ^{2}.} W szczególności zmienna {\displaystyle x+y} ma rozkład mieszany (dyskretno-ciągły), i z prawdopodobieństwem 0,5 przyjmuje wartość 0, a więc nie jest spełniona definicja wielowymiarowego rozkładu normalnego: pewna kombinacja liniowa składowych wektora losowego nie ma rozkładu normalnego.

## Estymacjaparametrów
Mając dane {\displaystyle N} wektorów pobranych z pewnego wielowymiarowego rozkładu normalnego o wektorze wartości oczekiwanych {\displaystyle {\boldsymbol {\mu }}} i macierzy kowariancji {\displaystyle \Sigma } możemy oszacować jego parametry w następujący sposób:
Estymator wartości oczekiwanej:
{\displaystyle {\hat {\boldsymbol {\mu }}}={\frac {1}{N}}\sum _{i=1}^{N}X_{i}.}
Estymator macierzy kowariancji o największej wiarygodności:
{\displaystyle {\hat {\Sigma }}={\frac {1}{N}}\sum _{i=1}^{N}(X_{i}-{\hat {\boldsymbol {\mu }}})(X_{i}-{\hat {\boldsymbol {\mu }}})^{T}.}
Estymator nieobciążony macierzy kowariancji:
{\displaystyle {\hat {\Sigma }}={\frac {1}{N-1}}\sum _{i=1}^{N}(X_{i}-{\hat {\boldsymbol {\mu }}})(X_{i}-{\hat {\boldsymbol {\mu }}})^{T}.}

## Symulacja
W celu uzyskania wektora losowego o rozkładzie danym przez wektor średnich {\displaystyle {\boldsymbol {\mu }}} i macierz kowariancji {\displaystyle \Sigma ,} postępujemy według następującego algorytmu:
1. Stosujemy rozkład Choleskiego względem macierzy {\displaystyle \Sigma ,} tak by otrzymać macierz {\displaystyle A,} dla której zachodzi: {\displaystyle AA^{T}=\Sigma .}
2. Tworzymy wektor {\displaystyle Z} n niezależnych zmiennych losowych o standardowym rozkładzie normalnym, stosując np. metodę Boxa-Mullera.
3. Szukany wektor to {\displaystyle X={\boldsymbol {\mu }}+AZ.}